# Epipenaeon elegans
Epipenaeon elegans är en kräftdjursart som beskrevs av Goverdhan Lal Chopra 1923. Epipenaeon elegans ingår i släktet Epipenaeon och familjen Bopyridae. Inga underarter finns listade i Catalogue of Life.